# Чемпіонат Танзанії з футболу 2013—2014: Прем'єр-ліга
Танзанійська Прем'єр-ліга 2013—14 (англ. Tanzanian Premier League 2013—14, суах. Ligi Kuu Bara 2013—14) — 49-й сезон чемпіонату Танзанії, який проходив із 24 серпня 2013 по 19 квітня 2014. Вперше чемпіоном став Азам.

## Учасники
У чемпіонаті брали участь 14 команд:
| Клуб             | Місто        | Стадіон                               | Місткість |
| ---------------- | ------------ | ------------------------------------- | --------- |
| Азам             | Дар-ес-Салам | Чамазі                                | 7 000     |
| Ашанті Юнайтед   | Дар-ес-Салам | Чамазі                                | 7 000     |
| Кагера Шугар     | Букоба       | Кайтаба                               | 5 000     |
| Коустал Юніон    | Танга        | Мкваквані                             | 10 000    |
| Мбея Сіті        | Мбея         | Сокойне                               | 10 000    |
| Мгамбо           | Танга        | Мкваквані                             | 10 000    |
| Мтібва Шугар     | Туріані      | Джамхурі                              | 10 000    |
| Олджоро          | Аруша        | Меморіальний стадіон Шейха Амрі Абейд | 20 000    |
| Райно Рейнджерс  | Табора       | Стадіон Алі Хасан Мвіньї              | 20 000    |
| Руву Старс       | Додома       | Ухуру                                 | 25 000    |
| Руву Шутінг      | Додома       | Ухуру                                 | 25 000    |
| Сімба            | Дар-ес-Салам | Національний стадіон                  | 60 000    |
| Танзанія Прізонс | Мбея         | Сокойне                               | 10 000    |
| Янг Афріканс     | Дар-ес-Салам | Національний стадіон                  | 60 000    |

## Турнірна таблиця
| М  | Команда          | І  | В  | Н  | П  | МЗ | МП | РМ  | О  | Кваліфікація або пониження в класі         |
| -- | ---------------- | -- | -- | -- | -- | -- | -- | --- | -- | ------------------------------------------ |
| 1  | Азам Ч           | 26 | 18 | 8  | 0  | 51 | 15 | +36 | 62 | Кваліфікація у Лігу чемпіонів КАФ 2014     |
| 2  | Янг Афріканс     | 26 | 16 | 8  | 2  | 61 | 19 | +42 | 56 | Кваліфікація у Кубок Конфедерацій КАФ 2014 |
| 3  | Мбея Сіті        | 26 | 13 | 10 | 3  | 33 | 20 | +13 | 49 |                                            |
| 4  | Сімба            | 26 | 9  | 11 | 6  | 41 | 27 | +14 | 38 |                                            |
| 5  | Кагера Шугар     | 26 | 9  | 11 | 6  | 23 | 20 | +3  | 38 |                                            |
| 6  | Руву Шутінг      | 26 | 10 | 8  | 8  | 28 | 32 | −4  | 38 |                                            |
| 7  | Мтібва Шугар     | 26 | 7  | 10 | 9  | 30 | 31 | −1  | 31 |                                            |
| 8  | Руву Старс       | 26 | 10 | 1  | 15 | 23 | 40 | −17 | 31 |                                            |
| 9  | Коустал Юніон    | 26 | 6  | 11 | 9  | 16 | 20 | −4  | 29 |                                            |
| 10 | Танзанія Прізонс | 26 | 6  | 10 | 10 | 25 | 32 | −7  | 28 |                                            |
| 11 | Мгамбо           | 26 | 6  | 8  | 12 | 18 | 35 | −17 | 26 |                                            |
| 12 | Ашанті Юнайтед   | 26 | 6  | 7  | 13 | 20 | 39 | −19 | 25 | Пониження до Першого дивізіону Танзанії    |
| 13 | Олджоро          | 26 | 3  | 10 | 13 | 19 | 37 | −18 | 19 | Пониження до Першого дивізіону Танзанії    |
| 14 | Райно Рейнджерс  | 26 | 3  | 7  | 16 | 17 | 38 | −21 | 16 | Пониження до Першого дивізіону Танзанії    |

Оновлено після матчів 20 квітня 2014
Джерела: Результати
Правила класифікації: 
1) очок; 2) різниця м'ячів; 3) кіл-ть забитих м'ячів.
(Ч) = Чемпіон; (Пн)/(В) = Понижено в класі/Вибув; (Пв) = Підвищення в класі; (ПП) = Переможець плей-оф; (Н) = Перехід до наступного раунду. 
Застосовується тільки коли сезон ще не закінчений: 
(К) = Кваліфікований до раунду турніру; (КН) = Кваліфікований до турніру, але не до конкретного раунду; (Д) = Дискваліфікований з турніру.